# 三上匠
三上 匠（みかみ たくみ、1990年5月15日 - ）は、日本の元ラグビー選手。

## プロフィール
- 青森県東津軽郡蓬田村出身[1]。
- ポジションはロック(LO)。
- 身長 192cm、体重 103kg
- ニックネームはたくみ、みかみ。
- U20日本代表に選ばれたことがある[2]。

## 略歴
15歳からラグビーを始めた。
2009年、青森工業高校卒業後、東海大学に入る。なお青森工業高校時代、高校日本代表に選ばれた。
2013年、東海大学卒業後、パナソニック ワイルドナイツに加入。
2014年12月13日に行われたジャパンラグビートップリーグ2nd第3節の神戸製鋼コベルコスティーラーズ戦にて先発出場で公式戦初出場を果たす。
2021年５月、現役を引退した。現役中に二級建築士の資格を取得しており今後は家業を継いで建築業界へ進む予定。